# Korzenianka marcepanowa

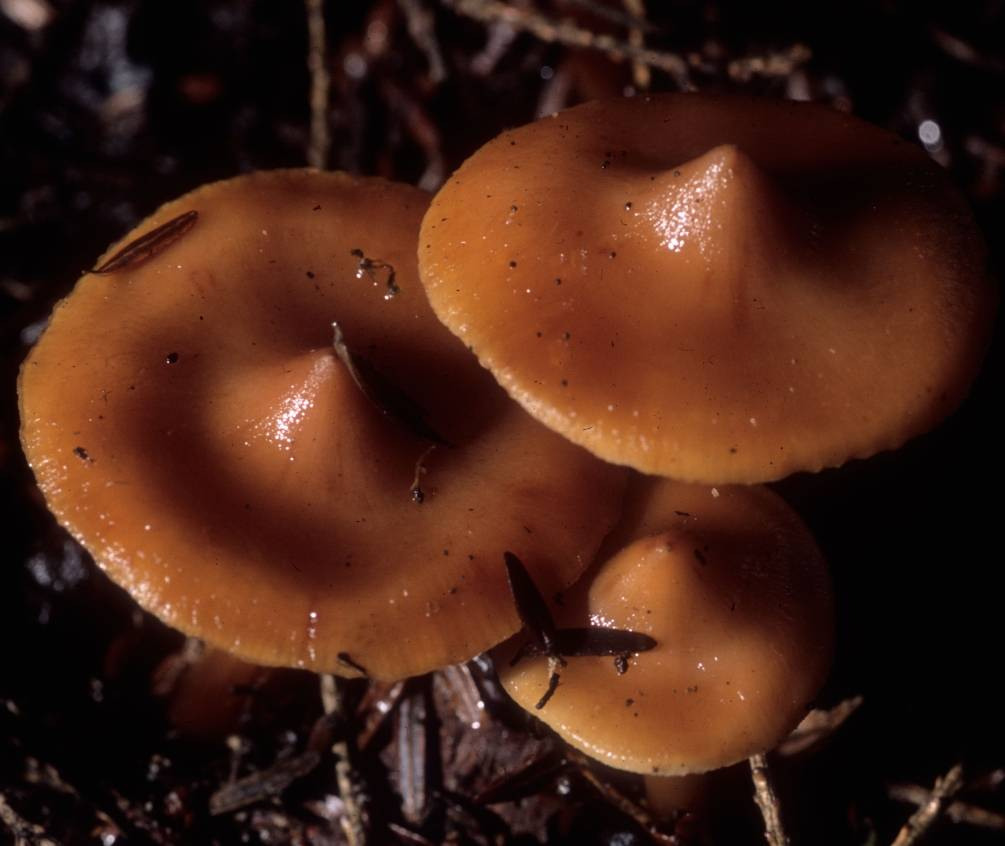
Charakterystyczny spiczasty trzon

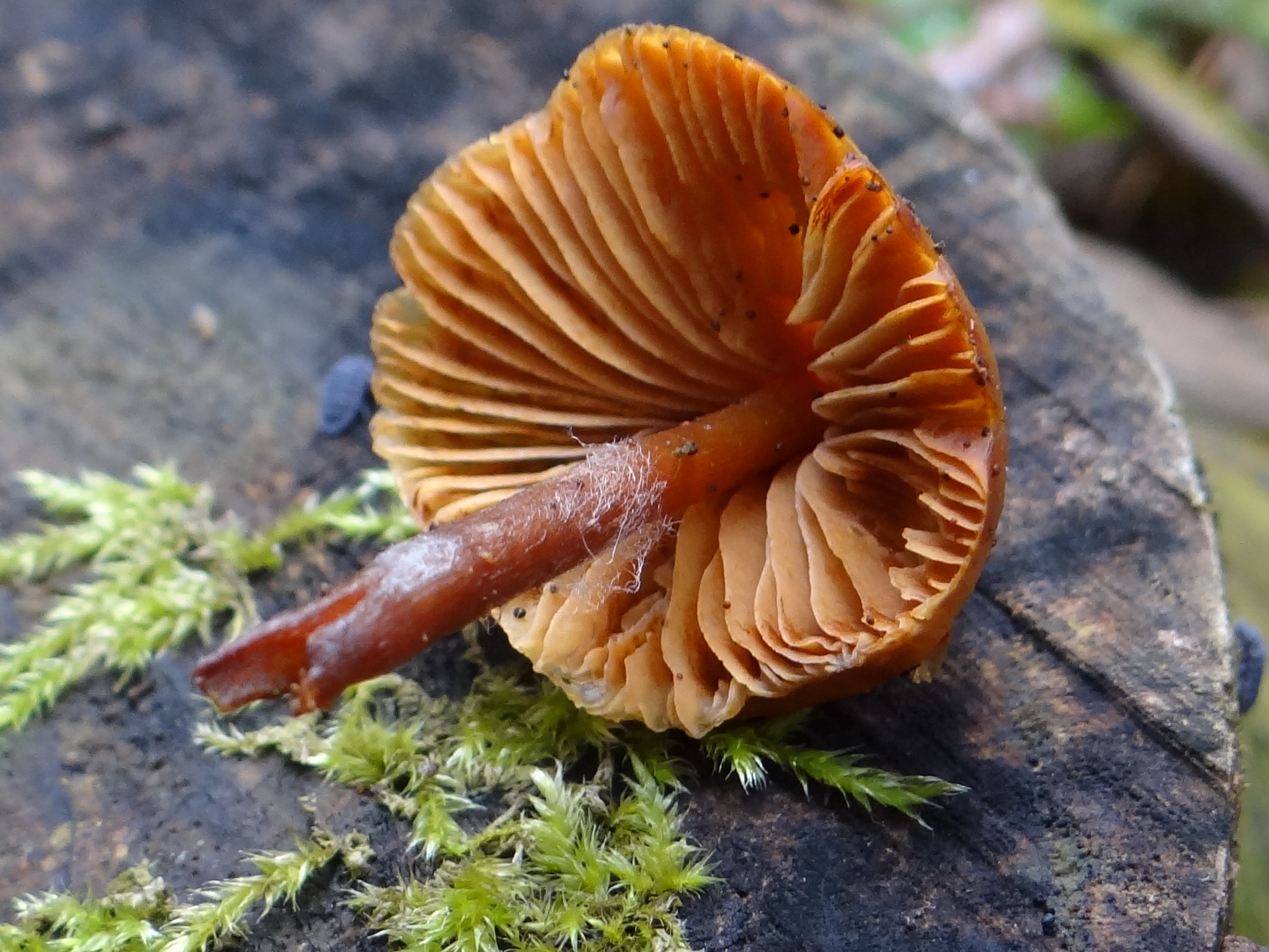
Blaszki

Korzenianka marcepanowa (Phaeocollybia christinae (Fr.) R. Heim) – gatunek grzybów należący do rodziny Hymenogastraceae.

## Systematyka i nazewnictwo
Pozycja w klasyfikacji według Index Fungorum: Phaeocollybia, Hymenogastraceae, Agaricales, Agaricomycetidae, Agaricomycetes, Agaricomycotina, Basidiomycota, Fungi.
Po raz pierwszy gatunek ten zdiagnozował w 1838 r. Elias Magnus Fries, nadając mu nazwę Agaricus christinae. Drugi człon nazwy utworzył od imienia swojej żony. Do rodzaju Phaeocollybia (korzenianka) przeniósł go w 1931 r. Roger Heim.
Synonimy naukowe:
- Agaricus christinae Fr. 1838
- Hylophila christinae (Fr.) Quél.1886
- Naucoria christinae (Fr.) Sacc. 1887

Polską nazwę zaproponował Władysław Wojewoda w 2003 r.

## Morfologia
Kapelusz
Średnica 1–3,5 cm, za młodu stożkowaty lub jajowaty ze spiczastym garbem, z czasem staje się dzwonkowaty, na koniec szeroko rozpostarty i nadal posiada wyraźny i spiczasty garb. Brzeg ostry i często popękany. Powierzchnia gładka i higrofaniczna; podczas wilgotnej pogody ma barwę od pomarańczowej do miedzianoczerwonej i jest śliska, podczas suchej jest ochrowożółta i często pokryta ciemniejszymi, promienistymi plamkami.
Blaszki
Szerokie i wąsko przyrośnięte. U młodych owocników są jasnoochrowe, później rdzawożółtawe, w końcu rdzawobrązowe. Ostrza blaszek są gładkie.
Trzon
Wysokość 6–15 cm, grubość 3–7 mm, przy czym większa część trzonu tkwi pod ziemią. Jest kruchy i walcowaty, w dolnej części cieńszy i zakończony zaostrzonym końcem. Początkowo pełny, później rurkowaty. Powierzchnia nadziemna o barwie od pomarańczowej do rdzawoczerwonej, podziemna purpurowa lub winnoczerwona. Osłona bulwy na jej obrzeżu jest zwykle żółtawa.
Miąższ
Białawy lub kremowy. Smak nieco ściągający, zapach niewyraźny.
Wysyp zarodników
O barwie od cynamonowej do czerwonobrązowej. Zarodniki szeroko jajowate, w płaszczyźnie bocznej eliptyczne, o rozmiarach 5–6 × 3,5–3,8 μm. Podstawki 4-zarodnikowe o rozmiarach 18-22 × 3,5–5 μm.
Gatunki podobne
Od innych występujących w Polsce gatunków korzenianek różni się spiczastym garbem, barwą kapelusza oraz kolorem trzonu. Charakterystyczny długi, głęboko zagłębiony w ziemi i cieńszy dołem trzon odróżnia go od innych podobnych morfologicznie grzybów.

## Występowanie i siedlisko
Występuje w Europie oraz wschodniej części Ameryki Północnej. W Polsce występuje głównie w górach i jest rzadki. Znajduje się na Czerwonej liście roślin i grzybów Polski. Ma status V – narażony na wyginięcie. Znajduje się na listach gatunków zagrożonych także w Czechach, Niemczech, Danii i Słowacji.
Grzyb naziemny rosnący w lasach iglastych i mieszanych, głównie na kwaśnych glebach, szczególnie pod świerkami. Jego trzon głęboko wnika pod ziemię

## Znaczenie
Grzyb saprotroficzny, ale podejrzewa się, że jest również grzybem mykoryzowym związanym ze świerkami. Grzyb niejadalny.